# Погоновка (Богодаровский сельский совет)
Погоновка (укр. Погонівка), село, 
Богодаровский сельский совет,
Барвенковский район,
Харьковская область.
Код КОАТУУ — 6320480507. Население по переписи 2001 г. составляет 717 (334/383 м/ж) человек.

## Географическое положение
Село Погоновка находится в 7 км южнее города Барвенково, в начале балки Погоновский Яр, по которой протекает пересыхающий ручей на котором сделано несколько запруд.

## Экономика
В селе есть молочно-товарная, свино-товарная и птице-товарная фермы.

## Культура
- Школа

## Достопримечательности
- Братская могила советских воинов. Похоронены 53 воина.